# セバスティアン・クルサード
チャノ（Chano）ことセバスティアン・クルサード・フェルナンデス（Sebastián Cruzado Fernández、1965年2月28日 - ）は、スペイン・アンダルシア州ウエルバ出身の元サッカー選手。現役時代のポジションはMF。元スペイン代表。
主にレアル・ベティスやCDテネリフェでプレーし、ラ・リーガ通算386試合に出場して38得点を記録した。

## クラブ経歴
1984-85シーズン、レアル・ベティスでプロデビュー。1986-87シーズンからレギュラーに定着し、1988-89シーズンにはセグンダ・ディビシオンに降格するが、降格後もベティスに残留し、1シーズンでのラ・リーガ復帰に貢献した。
1991年、CDテネリフェに移籍した。1993-94シーズンには、UEFAカップに出場し、ベスト16に進出したが、ユヴェントスFCに敗れた。1996-97シーズンにもUEFAカップ出場を果たしたが、ベスト4にてFCシャルケ04に2戦合計1-2と敗戦し、大会を後にした。1998-99シーズン、テネリフェがセグンダ・ディビシオンに降格すると、チャノはクラブを退団し、ポルトガルのSLベンフィカに加入した。2001年、36歳で現役を引退した。

## 代表経歴
1994年2月9日、ポーランド代表との親善試合でスペイン代表デビューを果たしたが、これ以降A代表での出場機会はなかった。